# Pensioen in Nederland
Pensioen in Nederland bestaat voornamelijk uit de Algemene Ouderdomswet (AOW) en verplichte deelname aan pensioenfondsen.

## Algemeen
In Nederland worden de wettelijke aspecten van pensioenen geregeld in de Pensioenwet en de Wet verplichte beroepspensioenregeling.
Het consultancybedrijf Mercer beoordeelde in 2010 het Nederlandse pensioenstelsel als het beste ter wereld. De Nederlandse pensioenvoorzieningen zijn de hoogste van Europa. Ultimo 2012 1007 miljard euro. In 2017 beoordeelde Mercer het Nederlandse stelsel als het op een na beste, met een score van 78,8. Het Deense stelsel had een score van 78,9. Bij hetzelfde onderzoek in 2019 behaalde Nederland weer de eerste plaats met een score van 81,0, met Denemarken op de tweede plaats met 80,3.
In Nederland is het streefniveau bij een eindloonregeling vaak 70% van het laatstverdiende inkomen en bij een middelloonregeling 75% van het gemiddeld verdiende loon. Overigens zijn percentages van 35-45% van het laatstverdiende loon waarschijnlijk realistischer. Mensen denken dus een hoger pensioen te krijgen dan werkelijk het geval zal zijn.

## Pensioenstructuur
Pensioenfondsen in Nederland zijn ontstaan aan het einde van de 19e eeuw. Het eerste Nederlandse (ondernemings)pensioenfonds werd in 1879 opgericht door Jacques van Marken van de Nederlandse Gist & Spiritusfabriek in Delft. Twee jaar later creëerde Charles Stork een pensioenregeling voor zijn werknemers in zijn Hengelose machinefabriek. Een pensioenfonds voor een gehele bedrijfstak zou nog even op zich laten wachten. Het eerste Nederlandse bedrijfstakpensioenfonds was het in 1917 opgerichte Coöperatief Verzekeringsfonds in Leeuwarden. Werknemers in een deel van de zuivelindustrie konden zich bij dat fonds aansluiten.
Pensioen wordt opgebouwd bij pensioenuitvoerders, in Nederland zijn dit pensioenfondsen, pensioenverzekeraars (dit zijn meestal gewone verzekeraars die ook pensioen aanbieden) en premiepensioeninstellingen, waaraan de werkgever, de werknemer, of werkgever en werknemer beiden premie betalen. In het algemeen betaalt de werknemer 1/3 van de premie en de werkgever 2/3 maar die percentages kunnen per fonds, verzekeraar of werkgever verschillen. De opgespaarde pensioenpremie zorgt te zijner tijd voor het zogenoemde pensioenkapitaal waaruit het pensioen uiteindelijk wordt betaald. Gedurende de opbouwperiode spreekt men van pensioenreserve. De pensioenopbouw is belastingvrij, in die zin dat het opgebouwde kapitaal niet in box 3 van het Nederlands belastingstelsel wordt belast. De uitkeringen zijn daarentegen belast.
De Pensioenwet verbiedt iedere handeling waardoor pensioenaanspraken of pensioenrechten hun pensioenbestemming verliezen. De Pensioenwet staat slechts in een beperkt aantal situaties toe dat de pensioenreserve wordt overgedragen aan een andere pensioenuitvoerder (pensioenfonds of pensioenverzekeraar), onder andere bij verandering van baan, bij het bereiken van de pensioendatum en bij wijziging van pensioenuitvoerder. Op die manier kan pensioenbreuk in veel gevallen worden voorkomen. In andere landen is dat lang niet altijd het geval. Voor internationale waardeoverdracht gelden tal van barrières, waardoor een succesvolle overdracht vaak niet mogelijk is. De Europese Unie wil hiervoor mogelijkheden scheppen.

## Pensioenrekenleeftijd en pensioenrichtleeftijd
De mate waarin een ouderdomspensioen is opgebouwd kan worden uitgedrukt in een bruto bedrag per maand of jaar, samen met een leeftijd waarop het pensioen ingaat. Deze leeftijd wordt de pensioenrekenleeftijd genoemd. Als het pensioen op een andere leeftijd ingaat kan het bedrag worden omgerekend volgens algemene actuariële normen. Ook moeten voor het optellen van pensioenaanspraken de pensioenrekenleeftijden gelijk gemaakt worden, dus als deze verschillen moet op minstens een van beide pensioenaanspraken omrekening worden toegepast.
De pensioenrichtleeftijd is een wettelijk vastgestelde pensioenrekenleeftijd (Wet op de loonbelasting 1964, art. 18a, 6e lid), sinds 2018 68 jaar, die gebruikt wordt bij het formuleren van fiscale normen ten aanzien van de aftrekbaarheid van pensioenpremie, en vrijstelling van het pensioenkapitaal van heffing in box 3.
Een pensioenfonds hanteert vaak als pensioenrekenleeftijd de wettelijke pensioenrichtleeftijd. Bij een wijziging van de pensioenrichtleeftijd worden reeds opgebouwde pensioenaanspraken dan omgerekend naar de nieuwe pensioenrichtleeftijd.

## Opbouw naar bruto-inkomen
Over het verdiende loon wordt pensioen opgebouwd op basis van de pensioengrondslag, het opbouwpercentage, de franchise en de deeltijdfactor. Dit kan worden onderverdeeld in de volgende inkomensklassen:
- Over het inkomen tot aan de franchise wordt door alle in Nederland woonachtige personen gedurende 50 jaar AOW opgebouwd door loonheffing over het bruto-inkomen tot aan de AOW-leeftijd
- Over het inkomen tussen de franchise en het maximaal loon/salaris (ruim 50.000 euro bruto per jaar) wordt (vanaf een bepaalde instapleeftijd, die wettelijk gezien maximaal 22 jaar bedraagt) pensioen opgebouwd op basis van een dienstbetrekking
- Vanaf 2015: over het inkomen tussen het maximaal loon/salaris en het fiscaal maximaal loon/salaris (in 2015: 100.000 euro bruto per jaar) kan een excedentpensioen worden opgebouwd
- Vanaf 2015: Over het inkomen boven het fiscaal maximaal loon/salaris kan een nettopensioen worden opgebouwd.

### Verplichtstelling
In Nederland wordt de tweede pijler pensioenregeling vaak verplicht gesteld voor werkgevers (bijvoorbeeld bij een bedrijfstakpensioenfonds zoals Pensioenfonds Detailhandel of een beroepspensioenfonds) om een hoge mate van economische en sociale solidariteit te handhaven. Bovendien kan op deze manier voorkomen worden dat het pensioen een element van concurrentie op de arbeidsmarkt wordt, wat loononderhandelingen eenvoudiger en doorzichtiger maakt en voorkomt dat een neerwaartse spiraal ontstaat die het pensioensysteem afbreekt. Ten slotte is van belang dat de markt geen pensioenen volgens het beschikbare-uitkeringssysteem kan produceren (marktfalen) en de kosten en risicoverdeling van het beschikbare-premiesysteem ongunstig zijn voor de consument (voor een extreem voorbeeld, zie de woekerpolis-affaire).
Tegenover dit wettelijk monopolie staat niet alleen een zeer gedetailleerd toezicht van de overheid, maar ook een afbakening van het werkterrein van pensioenfondsen (taakafbakening). Instellingen die alleen pensioen uitvoeren (dus niet betrokken zijn bij het tot stand komen van de pensioenregeling) zijn niet gebonden aan de taakafbakening, maar genieten ook niet de bescherming van de verplichtstelling.

## Fiscaliteit en vervroegd pensioen
Kenmerkend voor de fiscaliteit van pensioen is het al of niet fiscaal kunnen toepassen van de omkeerregel (omkering van de hoofdregel; in Nederland geregeld via artikel 11 lid 1c van de Wet op de loonbelasting): aftrek voor premie, rendement van het pensioenkapitaal tussentijds onbelast, pensioenuitkering (dus inleg plus rendement) belast. Dit geldt niet voor de AOW (premie niet aftrekbaar, uitkering wel belast), maar wel in principe ook voor lijfrente. Wel wordt dan van de belastingplichtige verwacht dat hij de hele rit uitzit. Tussentijds beëindigen of afkoop wordt, voor zover juridisch überhaupt mogelijk, fiscaal zeer nadelig behandeld.
De fiscaliteit van pensioen wordt in Nederland bij wet geregeld in onder andere de Wet op de loonbelasting 1964 en de Wet inkomstenbelasting 2001 (ook in een aantal uitvoeringsbesluiten). In de Wet op de loonbelasting 1964 wordt onder ouderdomspensioen verstaan een regeling die (bijna) uitsluitend ten doel heeft het treffen van een levenslange inkomensvoorziening bij ouderdom voor werknemers en gewezen werknemers.
De fiscale voordelen van het kunnen toepassen van de 'omkeerregel' kunnen groot zijn, maar zijn moeilijk in te schatten, onder meer omdat gedurende de lange looptijd wetten ingrijpend veranderd kunnen worden. Op basis van de huidige wetten geldt het volgende.
Tot de AOW-leeftijd moet men over de eerste € 33.555 inkomen 17,9% AOW-premie betalen (2014). Na ingang van de AOW hoeft dit niet meer. Als het totale inkomen na het pensioen niet boven die grens uitkomt, is het dus gunstiger om de heffing over het inkomen zo veel mogelijk tot na de AOW-leeftijd uit te kunnen stellen. Bovendien is in het algemeen het inkomen voor de pensioenleeftijd hoger dan daarna, zodat de top van het inkomen tot de pensioenleeftijd vaak in een hogere schijf valt dan daarna. Een verschuiving van heffing tot na de pensioenleeftijd betekent daarom vaak dat er, ook los van het vervallen van de AOW-premie, tegen een lager tarief wordt geheven. Ook telt de waarde van de fiscaal gefaciliteerde pensioenen niet mee voor de vermogensrendementsheffing. Aangezien pensioengeld in het algemeen voor langere tijd wordt gereserveerd, zou er anders in veel jaren vermogensrendementsheffing moeten worden betaald. Daar staat tegenover dat rendement op het pensioenkapitaal ervoor zorgt dat men gemiddeld meer pensioen ontvangt dan men aan premie heeft betaald, dus ook over een groter bedrag belasting betaalt dan het bedrag dat men heeft kunnen aftrekken.
Voor de werkgever betekent het betalen van pensioenpremie ook dat er een lager SV loon resulteert, zodat ook de werkgeverslasten lager zijn. De werkgever kan dus beter hetzelfde bedrag als pensioenpremie betalen dan als extra loon.
Ten slotte betekent een lager SV loon voor de werknemer dat er eerder kans is op toeslagen of dat de toeslagen hoger kunnen zijn. Keerzijde is dat een hoger (fiscaal) pensioen na de pensioenleeftijd leidt tot een hoger SV loon na het pensioen en dus tot lagere toeslagen. Maar ironisch genoeg zou een in eigen beheer geregeld pensioen, zonder fiscale voordelen, na de pensioenleeftijd als Box 3 vermogen ook invloed hebben op het recht op toeslagen. Geen gebruik maken van de fiscale voordelen wordt dan dus dubbel bestraft.
Door deze grote fiscale voordelen wordt er door veel mensen geredeneerd dat je, bij een inperking van deze voordelen, niet eerder 'mag' stoppen met werken. Of dat je niet méér zou mogen sparen voor je pensioen. Dat mag allemaal nog wel, maar het mag niet met alle fiscale voordelen. Maar dus ook zonder de fiscale restricties die aan pensioengeld zitten.
Door de Wet VPL zijn vervroegde uittreding en prepensioen fiscaal onaantrekkelijk, respectievelijk niet meer gefaciliteerd. Fiscale facilitering wordt geboden voor een ouderdomspensioen van maximaal 100% van het laatstgenoten pensioengevend loon dat niet eerder ingaat dan bij het bereiken van de pensioenrichtleeftijd (sinds 2018 68 jaar), en ook een begrenzing van de opbouw per jaar, zie Witteveenkader. Men kan het zo opgebouwde pensioen wel eerder laten ingaan (met actuariële herrekening). Het komt er dus op neer dat hoe eerder het pensioen ingaat hoe lager het pensioen is dat fiscaal gefaciliteerd kan worden opgebouwd.
Men kan een pensioen laten uitkeren dat eerst hoger en dan lager is (hoog-laagconstructie) of omgekeerd. Men kan het bijvoorbeeld eerder dan bij het bereiken van de AOW-leeftijd laten ingaan met een uitkering die in de periode waarin nog geen AOW-uitkering wordt ontvangen, of tot 65 jaar, zodanig wordt verhoogd, dat deze in die periode even hoog is als daarna in totaal aan pensioen en AOW wordt ontvangen. Zie bijvoorbeeld ABP KeuzePensioen. De verhoging van de AOW-leeftijd waarmee bij sommige hoog-laagregelingen nog geen rekening gehouden is, veroorzaakt dan wel een AOW-gat. Men ontvangt tijdens de periode van het AOW-gat dan het lage in plaats van het hoge pensioen.
Het kost veel ouderdomspensioen om het ontbreken van de AOW te compenseren. Daarom is het zeker voor mensen met een wat lager pensioen lastig om al ver voor de AOW-leeftijd het pensioen in te laten gaan.
In sommige gevallen kan de overbruggingsregeling het AOW-gat overbruggen.
De Wet VPL introduceerde verder de nu ook aflopende levensloopregeling. De laatste kan onder meer ook gebruikt worden voor vervroegd pensioen. Soms wordt het voorgaande en de levensloopregeling gecombineerd voor een extra vroeg prepensioen, zie FLO-overgangsrecht.
Zie ook de speciale overbruggingsuitkeringen voor bepaalde beroepsgroepen.

## Beperking van de Nederlandse onbelaste pensioenopbouw binnen het Witteveenkader
Door in tegenstelling met Luxemburg de pensioenpremies aftrekbaar te stellen in box 1 en de pensioenvermogens niet te belasten in box 3, is jaarlijks 24 miljard euro minder belasting verschuldigd. De Belastingdienst loopt dit bedrag jaarlijks mis in Box 1 en Box 3.
De jaarlijkse premieaftrek van 30 miljard in Box 1 remt de economie. Terugbrengen tot 21 miljard euro van de fiscaal aftrekbare premies, zoals voorgesteld door het kabinet Rutte II per 1-1-2015, brengt 9 miljard euro terug naar de huidige economie en de Belastingdienst. Op 14 mei 2013 bracht DNB naar buiten voorstander te zijn van de voorgestelde verdere beperking van het Witteveenkader in 2015. Ook de Sociale partners hebben deze doelstelling onderschreven in het Centraal akkoord van april 2013.

## Doorsneesystematiek
Gebruikelijk is de doorsneesystematiek. Dit houdt in dat de pensioenpremie (het totaal van wat de werkgever en de werknemer betaalt) voor alle deelnemers aan een pensioenfonds hetzelfde percentage is van het loon, verminderd met de franchise, en dat het gedurende een arbeidsjaar betalen van deze premie een pensioenbedrag per uitkeringsjaar oplevert dat voor alle deelnemers hetzelfde percentage is van het loon, verminderd met de franchise. Doorsneepremie geeft dus een doorsnee-opbouw.
Bij het ABP bijvoorbeeld is in 2019 het premiepercentage voor het ouderdoms- en nabestaandenpensioen 24,9% (werkgever 17,43%, werknemer 7,47%), en het opbouwpercentage voor het ouderdomspensioen 1,657%. De percentages zijn dus niet afhankelijk van bijvoorbeeld geslacht of leeftijd.
De doorsneesystematiek is relatief gunstig voor vrouwen, omdat die gemiddeld langer leven. Als het pensioenfonds tussen het ontvangen van de premies en het doen van de uitkeringen een hoger percentueel rendement behaalt dan de percentuele stijging van de pensioenen door indexatie, is de doorsneesystematiek ook gunstiger naarmate de premiebetaling op hogere leeftijd plaatsvindt, omdat de tijdsduur tussen premiebetaling en ontvangen van de uitkeringen dan kleiner is. Bovendien is bij dezelfde pensioenrichtleeftijd de verwachte uitkeringsduur hoger naarmate de premiebetaling op hogere leeftijd plaatsvindt, door de afnemende kans om te overlijden tussen de premiebetaling en de uitkeringsfase. In engere zin (met name in het kader van afschaffing) wordt met doorsneesystematiek die met betrekking tot leeftijd bedoeld.

## Bedrag ineens
De Wet bedrag ineens, RVU en verlofsparen van 14 januari 2021 bepaalt onder meer door wijziging van de Pensioenwet dat het de pensioengerechtigde is toegestaan op de pensioeningangsdatum het pensioen voor maximaal 10% af te kopen. Hij betaalt dan over de afkoopsom (het bedrag ineens) in het betreffende jaar gewoon in box 1 belasting, zonder revisierente. Hij kan bij de keuze ook rekening houden met eventuele invloed op andere inkomensafhankelijke regelingen, zowel in het betreffende jaar, met een hoger inkomen, als in alle latere jaren, met een iets lager inkomen. Ook voor de derde pijler moet de mogelijkheid geboden worden.
Bij een dekkingsgraad onder de 100% is nog de vraag of als afkoopwaarde de actuariële waarde zou moeten worden gerekend, of minder.
Opname van een bedrag ineens heeft min of meer hetzelfde effect als een hoog-laagpensioen, dat nu al mogelijk is. Beide zullen echter niet gecombineerd kunnen worden, waardoor er effectief niet veel verandert.
Voor het tijdstip van uitbetaling van het bedrag ineens is er sinds de tweede nota van wijziging keuze tussen de pensioeningangsdatum en de maand februari volgend op het jaar waarin de AOW-gerechtigde leeftijd is bereikt. Dit laatste garandeert dat geen AOW-premie is verschuldigd over het bedrag ineens. 
Aanhangig in de Eerste Kamer is de Wet herziening bedrag ineens, die de regeling voor het bedrag ineens nog voor die is ingegaan wijzigt, en onder meer het volgende bepaalt. Als het pensioen ingaat in de maand waarin de AOW-leeftijd wordt bereikt, of op de eerste dag van de volgende maand, kan indien gewenst en daarvóór aangevraagd, het bedrag ineens in de maand januari erna worden uitbetaald in plaats van direct, waardoor er geen AOW-premie over is verschuldigd. De verlaging van de maandelijkse pensioenuitkering gaat wel direct in. Over het uitstel van de uitbetaling van het bedrag ineens wordt geen rente vergoed. Bij overlijden vóór de latere datum van uitbetaling van het bedrag ineens gaat deze niet door, maar wordt de verlaging van de ontvangen maandelijkse pensioenuitkeringen gecompenseerd.
Een amendement om het bedrag ineens niet mee te tellen bij het toetsingsinkomen voor het recht op toeslagen is verworpen. Onder meer werd dit niet logisch gevonden, want tegenover het eenmalige onvoordelige effect op de toeslagen staat dat voor de rest van het leven het lager worden van het periodieke pensioen potentieel juist gunstig is voor het recht op toeslagen.
Het bedrag ineens gaat op zijn vroegst in op 1 juli 2026, omdat de Wet herziening bedrag ineens nog door de Eerste Kamer moet worden goedgekeurd, en vervolgens aanstaande pensioengerechtigden grondig geïnformeerd moeten worden over de regels, en de consequenties qua inkomstenbelasting en toeslagen, en ze vervolgens op basis van de individuele situatie een zorgvuldige keuze moeten maken. Dit betekent dat sommige mensen die al op het bedrag ineens rekenden toch niet in aanmerking komen, tenzij ze de pensioeningangsdatum (niet te verwarren met de datum van het eventuele stoppen met werken) kunnen en willen uitstellen.

## Toekomst
De regering heeft in 2015 hoofdlijnen gepubliceerd voor een toekomstige inrichting van het stelsel van aanvullende pensioenen. In april 2018 heeft de regering de Tweede Kamer geïnformeerd over de stand van zaken met betrekking tot de vernieuwing van het pensioenstelsel. Belangrijke uitgangspunten daarbij zijn, in lijn met eerdere SER-adviezen, het afschaffen van de doorsneesystematiek en een nieuw pensioencontract met een meer persoonlijk pensioenvermogen gecombineerd met het behoud van collectieve risicodeling.
In 2019 kwam er een principeakkoord over de vernieuwing van het pensioenstelsel, waarover de FNV en nog enkele vakcentrales in juni 2019 na raadpleging van de leden positief hebben besloten. De SER heeft (na een eerder advies in 2015) in 2019 weer advies uitgebracht. Het hield ook een vertraging in van de verhoging van de AOW-leeftijd (zie de wijzigingen van de AOW-leeftijd in verband met het pensioenakkoord), en een verplichte pensioenregeling voor zzp'ers.

### Wet toekomst pensioenen
Er is een dubbele transitie gaande middels een wijzigingswet, de Wet toekomst pensioenen (Wtp). Deze wet wijzigt 13 andere wetten.
De ene transitie is de genoemde afschaffing van de doorsneesystematiek, en invoering van een pensioenopbouw waarbij het premiepercentage leeftijdsonafhankelijk blijft, maar met een opbouwpercentage dat actuarieel correct is wat betreft leeftijd (het opbouwpercentage neemt af met het stijgen van de leeftijd). Dit wordt degressieve opbouw genoemd.
De andere transitie is het vervallen van de verplichting grote buffers aan te houden. Dit heeft als consequentie dat pensioenen sneller meebewegen met rente, sterfte en de beleggingen van de fondsen, wat betreft indexaties en kortingen (wel met demping), maar ook wat betreft de pensioenopbouw. De premies zijn uit zichzelf kostendekkend, zodat voorkomen wordt dat een tekort ten koste gaat van de uitkeringen, wat voor gepensioneerden nadelig is (niet het voordeel, wel het nadeel).
Zonder bijkomende maatregelen zou de afschaffing van de doorsneesystematiek ongunstig zijn bij een positieve rekenrente voor wie op dat moment midden in de periode van premiebetaling zit, omdat het nadeel bij de eerdere premiebetalingen niet meer gecompenseerd wordt door het voordeel dat zou optreden bij de toekomstige premiebetalingen. Er is een compensatie nodig die in totaal ongeveer 60 tot 100 miljard euro vergt, afhankelijk van de geldende rekenrente. Bij een rekenrente van 0% vervalt de compensatie.
Van de drie contracttypen die de Pensioenwet nu onderscheidt, te weten de uitkeringsovereenkomst, de kapitaalovereenkomst en de premieovereenkomst, blijft na de transitiefase voor nieuwe pensioenopbouw alleen het laatste type over.
Bij de nieuwe pensioencontracten zorgen financiële meevallers eerder tot een verhoging van de pensioenen, respectievelijk van de gereserveerde persoonlijke pensioenvermogens. Daar staat tegenover dat financiële tegenvallers ook eerder doorwerken in de pensioenen en persoonlijke pensioenvermogens. Ingegane pensioenen worden beschermd tegen ‘schokken’ op de financiële markten of bij aanpassing van de levensverwachting. Bij de solidaire premieregeling worden mee- en tegenvallers gedempt door de leeftijdsafhankelijke risicotoedeling en de verplichte solidariteitsreserve. Bij de flexibele premieregeling fungeren de leeftijdsafhankelijke beleggingen en de risicodelingsreserve als schokdemper. Daarbovenop bestaat bij beide contracten nog de mogelijkheid om het resterend effect van tegenvallers en meevallers in de uitkeringsfase over maximaal 10 jaar te spreiden.

#### Fiscaal
Na de overstap op de nieuwe pensioencontracten begrenst het fiscale kader (nu het Witteveenkader) niet langer de opbouw van pensioenaanspraken, maar alleen de inleg van pensioenpremies. Dit wetsvoorstel strekt tevens tot het zo veel mogelijk uniformeren van de regels voor pensioenopbouw in de tweede en derde pijler.

#### Rapport WRR 20 september 2024
De  WRR zond 20 september 2024 een rapport aan minister-president Schoof inzake de pensioenen binnen Europa. "Naast Nederland heeft
binnen de Europese Unie alleen Denemarken zeer hoge pensioenvermogens
opgebouwd. Ook Finland zit enigszins in dezelfde richting, zij het aanzienlijk
lager dan zowel Denemarken als Nederland." En bovendien "Een tweede belangrijke boodschap die uit figuur 1.1 is af te lezen, is dat
Nederland binnen een groep van relatief weinig vergrijzende landen zit. ".